# Аджами (Яффо)
Аджами (араб. حي العجمي‎, ивр. עג'מי‎) — район в Тель-Авиве-Яффо, Израиль, расположенный к югу от старой Яффы и севернее района Джабалия на берегу Средиземного моря.

## История

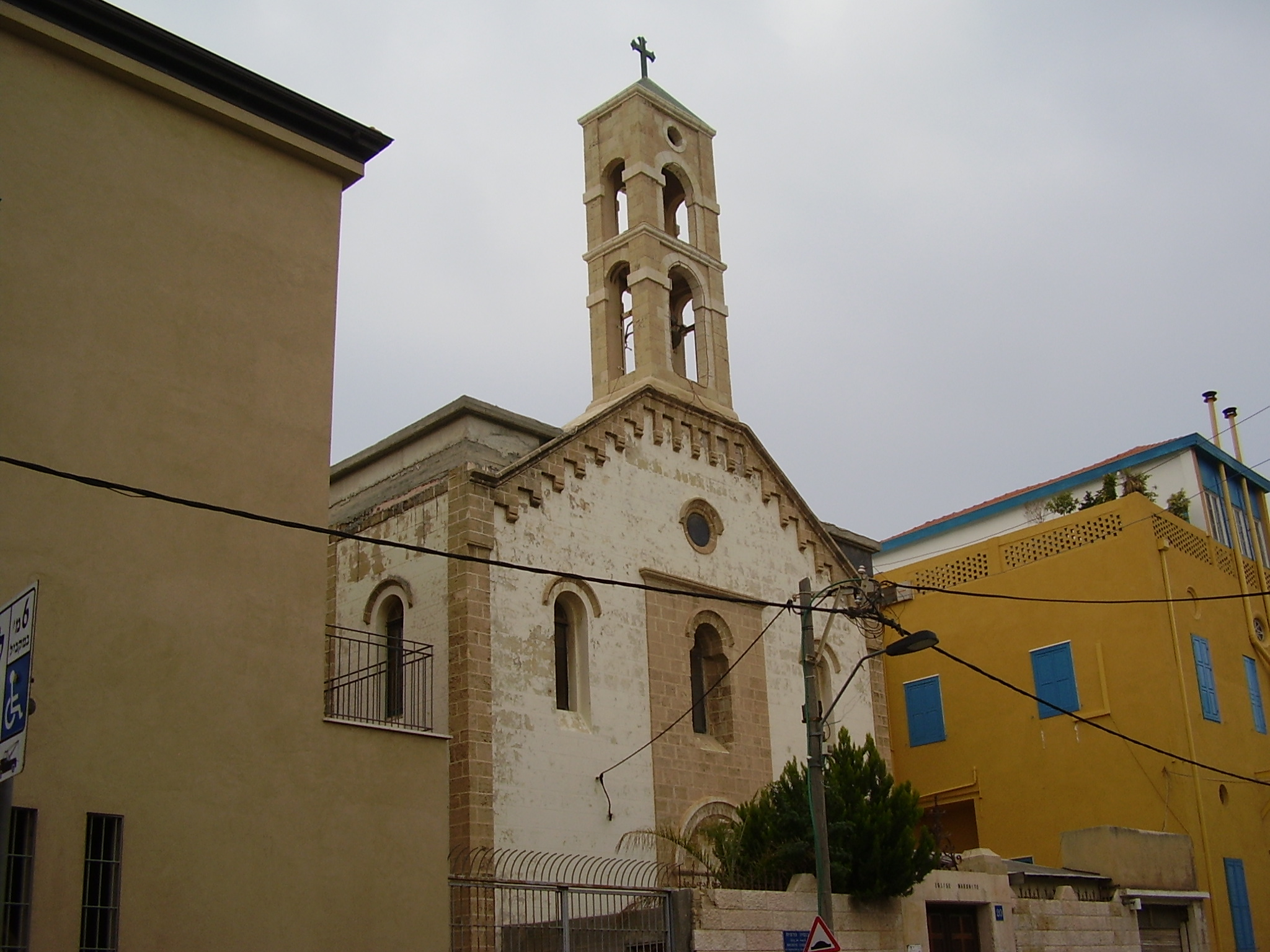
Маронитская Церковь в районе Аджами

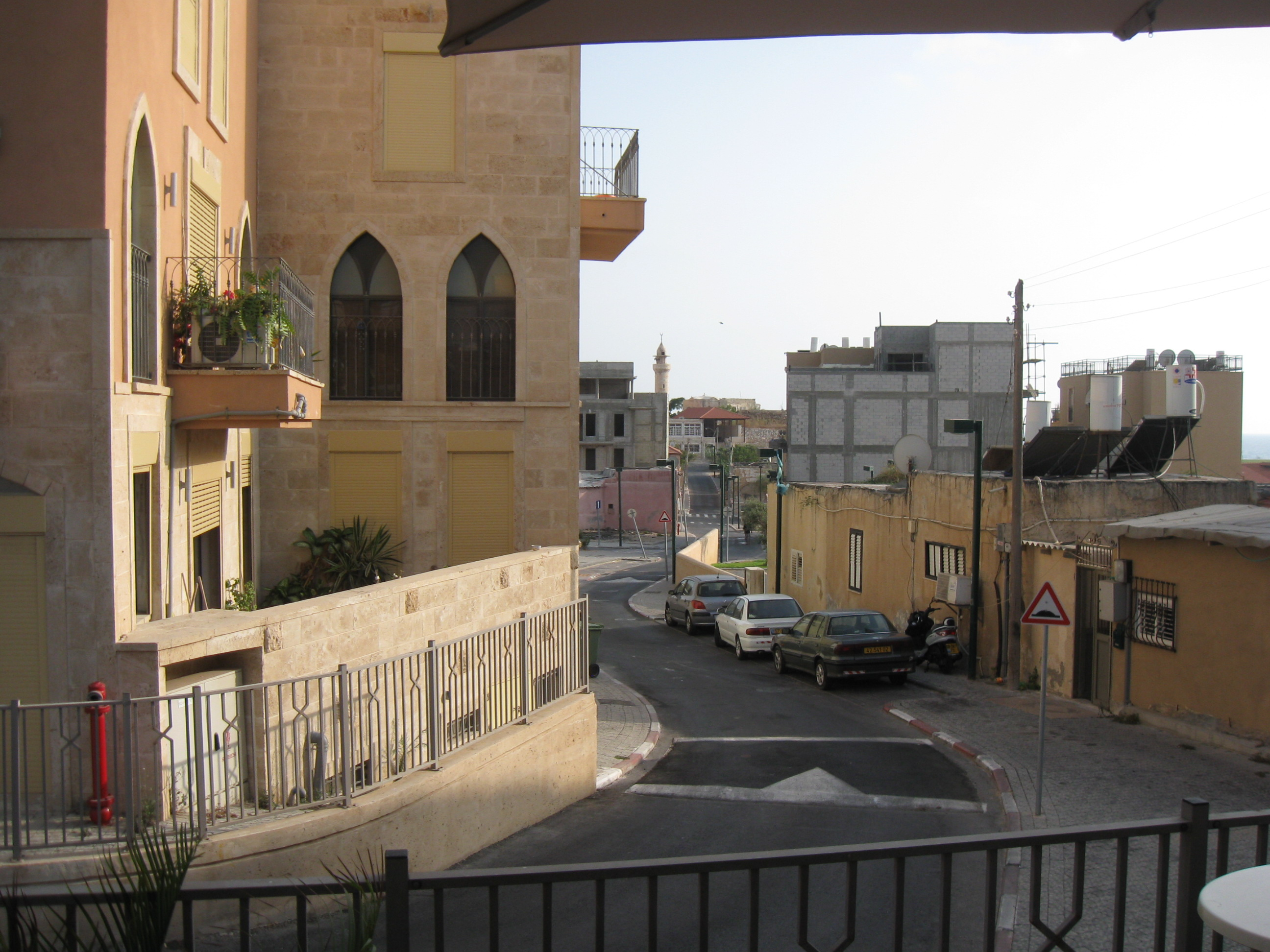
Аджами, Яффо

Аджами был основан во время османского владычества над Палестиной в конце XIX века. Изначально он был небольшим Маронитским христианским поселением. Улицы в Османской империи прокладывались параллельно побережью, с большими домами и небольшими лестницами-переулками, ведущими вниз к берегу. Маронитский монастырь и церковь, основанная в 1855 году находились в близлежащей гавани. В 1895 году Антониос Шбайер Гостауи, монах из ливанского Маронитского Ордена, построил новую церковь и монастырь на территории 1600 квадратных метров. Позже, между 1901 и 1920 годами, храм был снесен, и вместо него воздвигнут больший и более привлекательный храм; первый камень был заложен в ходе торжественной церемонии 28 февраля 1904. Эта маронитская церковь стоит до сих пор; она расположена в южной части улицы Дольфин в центре района Аджами.
Соседние дома были построены из известняка и окружены большими дворами, что отражало экономические возможности жителей. Будучи богатым жилым районом верхнего среднего класса, Аджами стал первым районом Яффо (и даже во всей Палестине), подключеным к новой электрической сети, которую построила Яффская Электрическая Компания в 1923 году.
Аджами сыграл значительную роль в истории Яффо, включая израильскую войну за независимость и события Накбы. После принятия решения британского Правительства об окончании мандата Палестины, начались столкновения между еврейскими военизированными группами (Хаганы и Иргуна) и формированиями палестинских арабов. Яффо стал свидетелем нескольких жестоких столкновений. 13 мая 1948, за день до провозглашения государства Израиль, Яффа сдалась, и палестинские арабские жители были вынуждены переселиться в Аджами, где действовал закон военного времени. К концу войны, по некоторым оценкам, более 90 % палестинских арабов жителей Яффы были изгнаны или бежали. Около 4000 остались в Яффо.
С годами Аджами стал неухоженным; согласно отчётам, в Аджами самый низкий уровень дохода в районе Тель-Авива-Яффо, несмотря на роскошные виллы и уникальный архитектурный стиль зданий, построенных до 1948. Район страдает от острого жилищного кризиса и наркоманов.
Район был назван в честь Ибрагима Аль-Аджами, одого из сподвижников пророка Мухаммеда. Согласно преданию, он был похоронен на юге этого микрорайона. Мечеть Аль-Аджами, построенная в 1895 г., названа в честь него.

## Проектыджентрификации

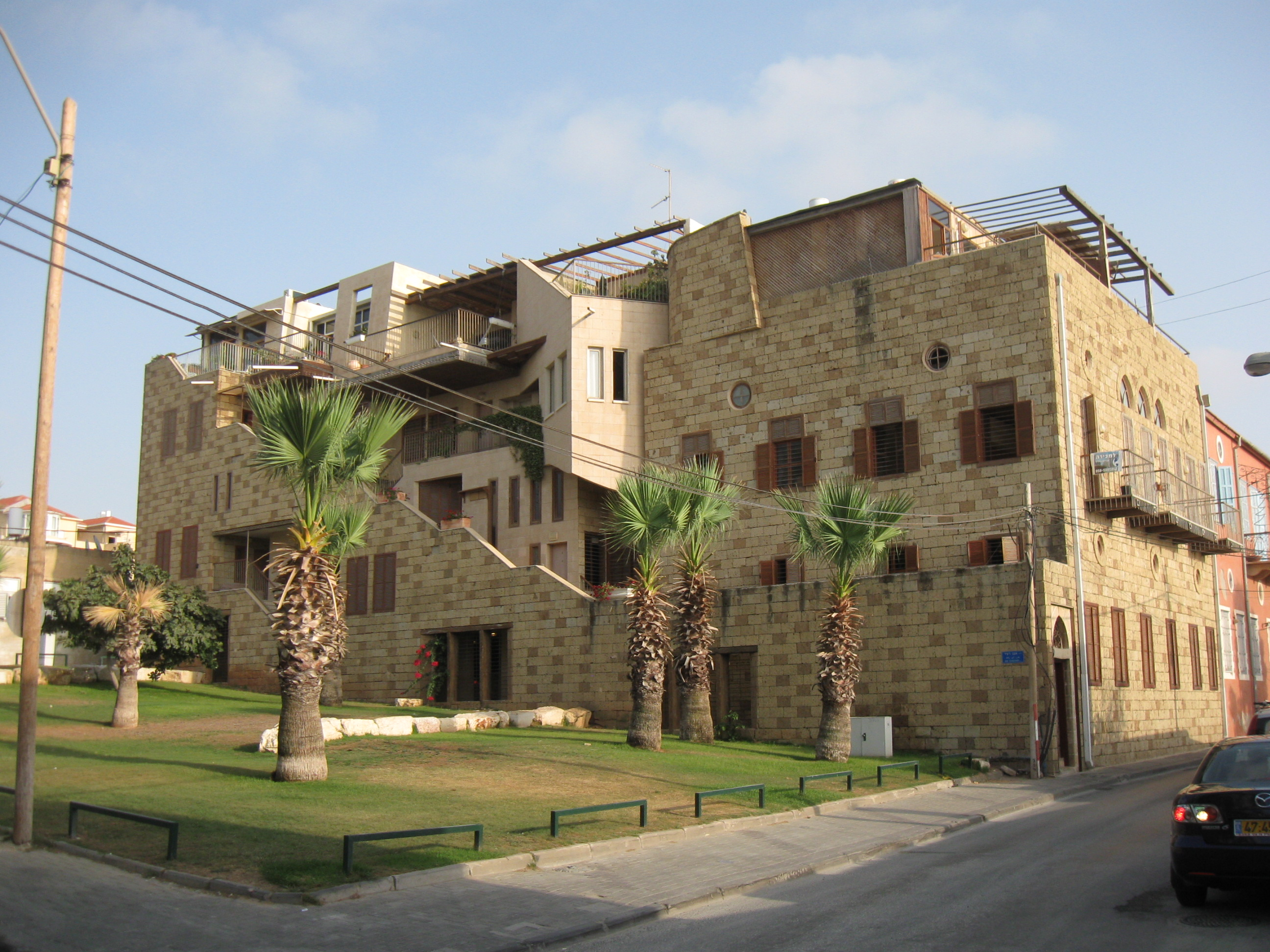
Отреставрированное историческое здание

Несмотря на социально-экономические проблемы и тяжелейший жилищный кризис района, муниципалитет Тель-Авив-Яффо подготовил планы по развитию микрорайона. Эти меры впоследствии привели к увеличению цен на жилье и привело к росту числа арабских жителей, которые покидают этот район. Многие арабские жители Аджами недовольны планами развития района мэрией Тель-Авива. После начала процесса джентрификации, многие состоятельные еврейские израильтяне переехали в этот район.
Компания «Амидар» (государственная жилищная компания, управляемая правительством) объявила о 497 указах о выселении и сносе в Аджами и Джабалии. Жители Аджами утверждают, что это результат дискриминационной политики израильского государства, но компания Амидар говорит, что жители проживают там незаконно.
Жилищный кризис приобрел политическую окраску, когда один из проектов строительства жилья, «бе-эмуна» заявил, что его квартиры будут продаваться только представителям религиозно-сионистского сообщества. В феврале 2010 Тель-Авивский окружной суд отклонил ходатайство прекратить работы, поданное 27 жителями Аджами, которые утверждали, что положение о том, что жилье в проекте будет доступно только для религиозных евреев, является дискриминацией арабских жителей района. В ноябре 2010 года Верховный Суд Израиля отклонил апелляцию и поддержал продолжение проекта.

## Достопримечательности

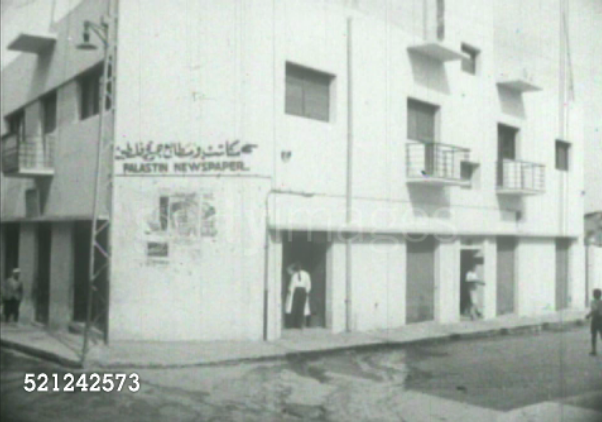
Редакция газеты "Фаластин" в районе Аджами, 1938

### Маронитская Церковь

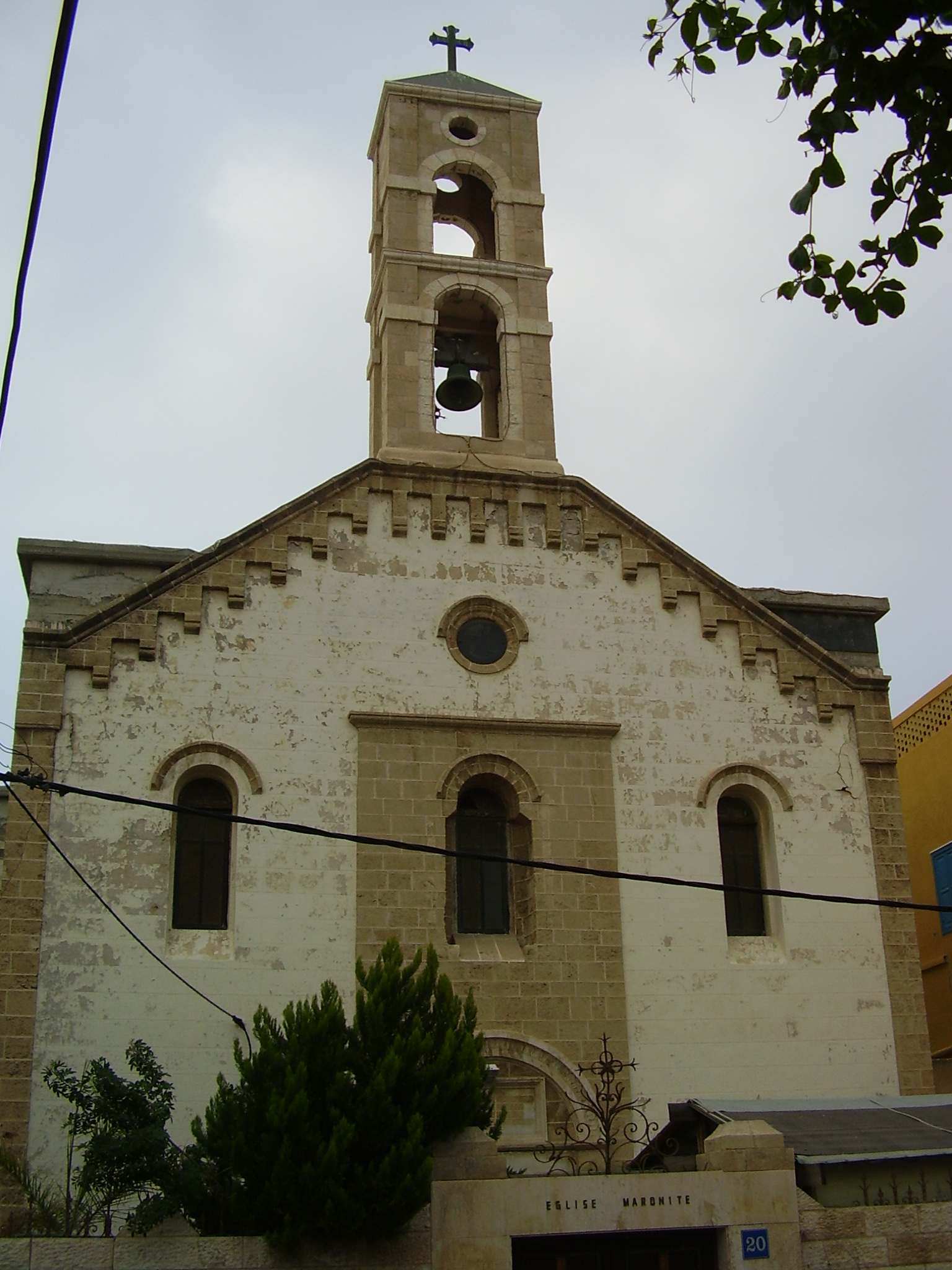
Маронитская Церковь Аджеми, Яффо.

Построенная в 1895 году отцом Антониосом, монахом ливанского Маронитского Ордена, эта церковь стоит на месте ещё более старой церкви и монастыря, основанного в 1855 году и расположенной в близлежащей гавани в центе микрорайона.

### Мечеть Аль-Аджами

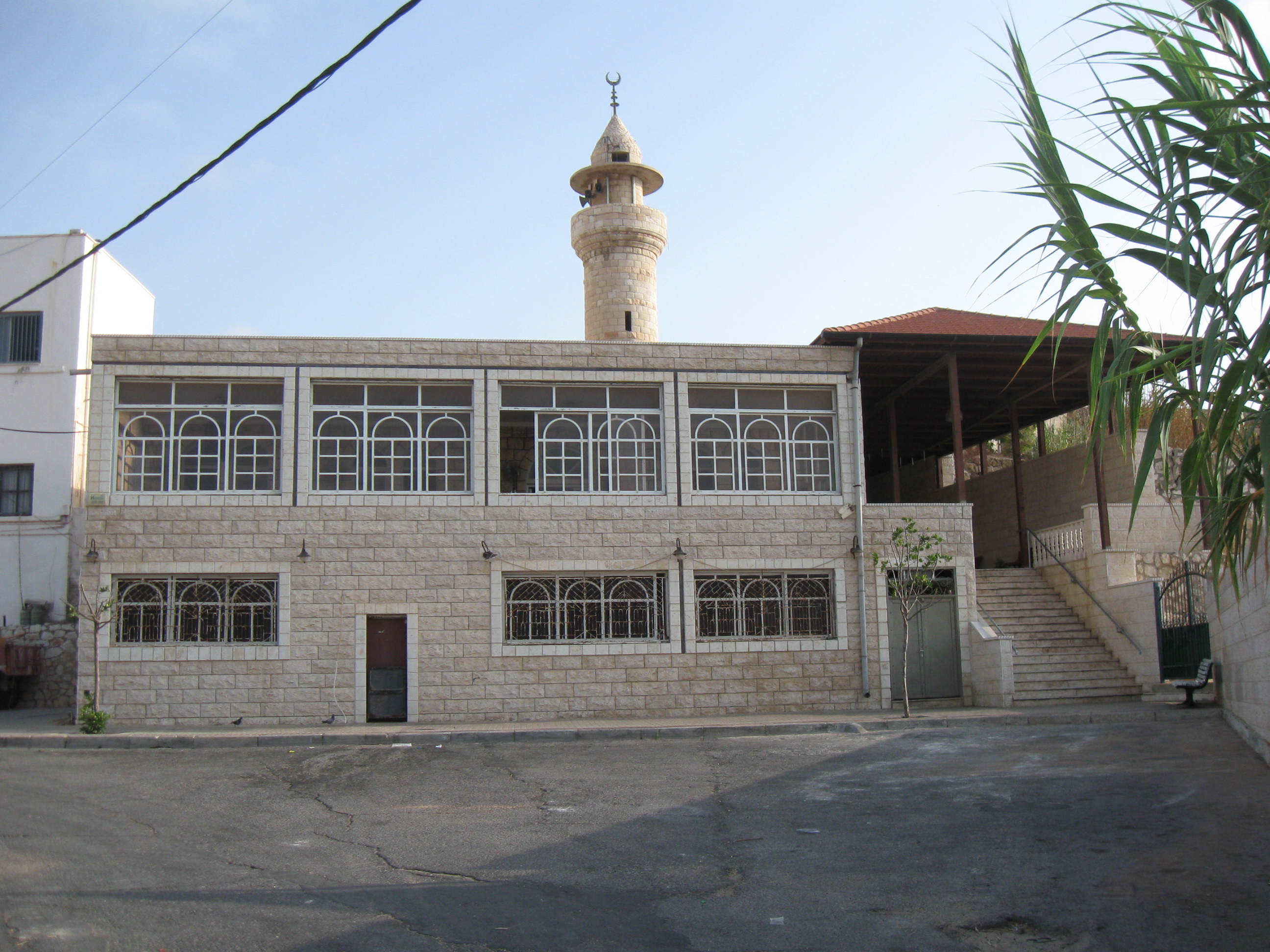
Аль-Аджами мечеть в Яффо

Мечеть Аджами была учреждена Хаджем Юсефом Аль-Манави в 1895 году как святилище шейха Ибрагима-Аль-Аджами. Она расположен в северной части Аджами, рядом со школой Хасан Арафе. Во время британского правления мечеть Аджами была единственной мечетью, открытой для ежедневных молитв. Мечеть и здание приходской школы ранее принадлежали исламскому Вакфу, пока израильские власти не аннулировали их статус на основании закона о заочном имущественном праве.

### Арабо-еврейский общинный центр

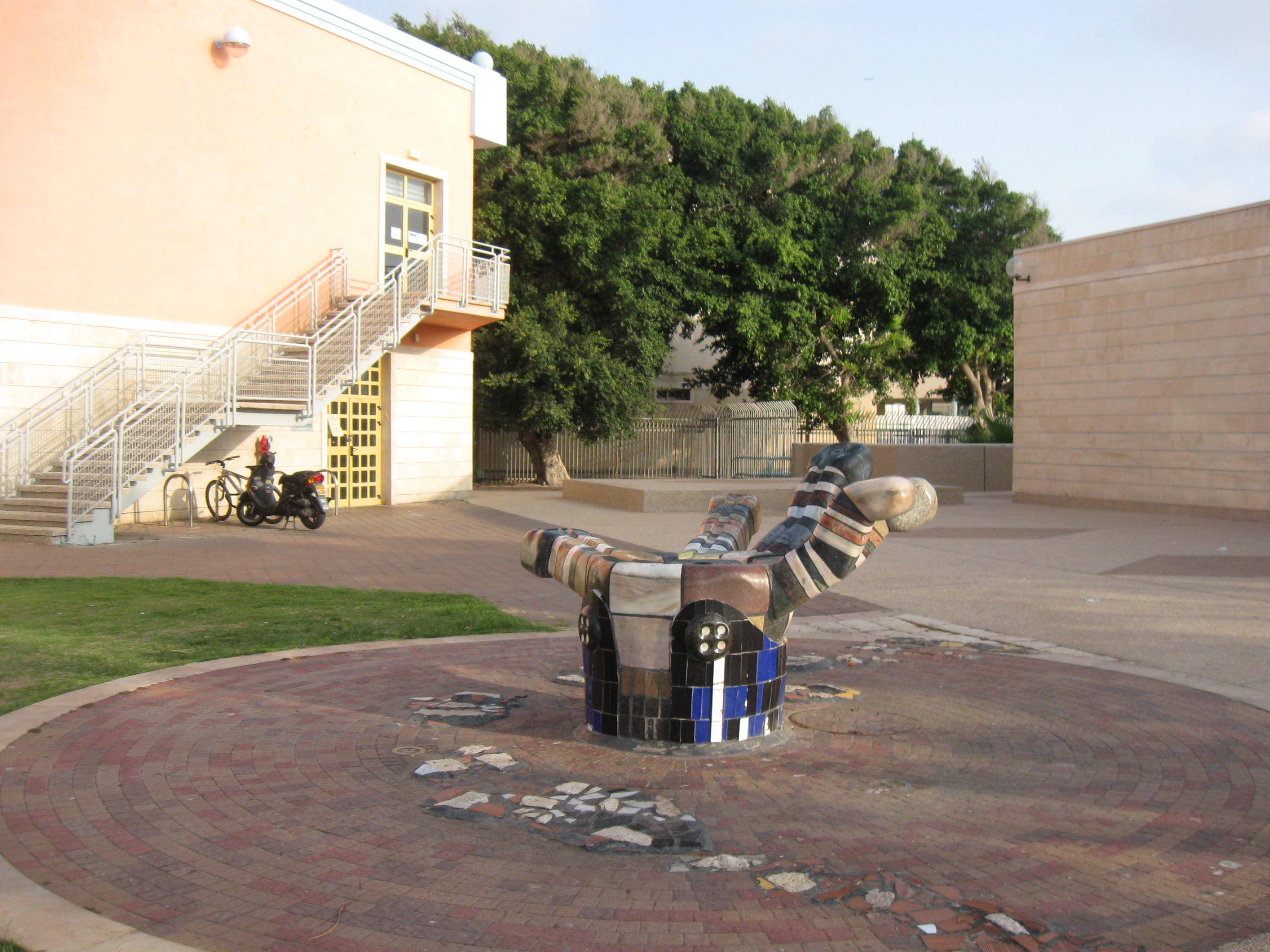
Арабо еврейский общинный центр в Аджами

В Аджами расположен центр AJCC — городской общинный центр, обслуживающих еврейские, христианские, и мусульманские группы населения в городе. Центр был создан в 1993 году для примирения противоборствующих групп населения и для просвещения на пути к примирению, признанию и сотрудничеству. Он способствовал проведению встреч между членами различных этнических и возрастных групп, включая детей из еврейских и арабских детских садов, учеников начальной и средней школы, и взрослых.

### Центр Переса

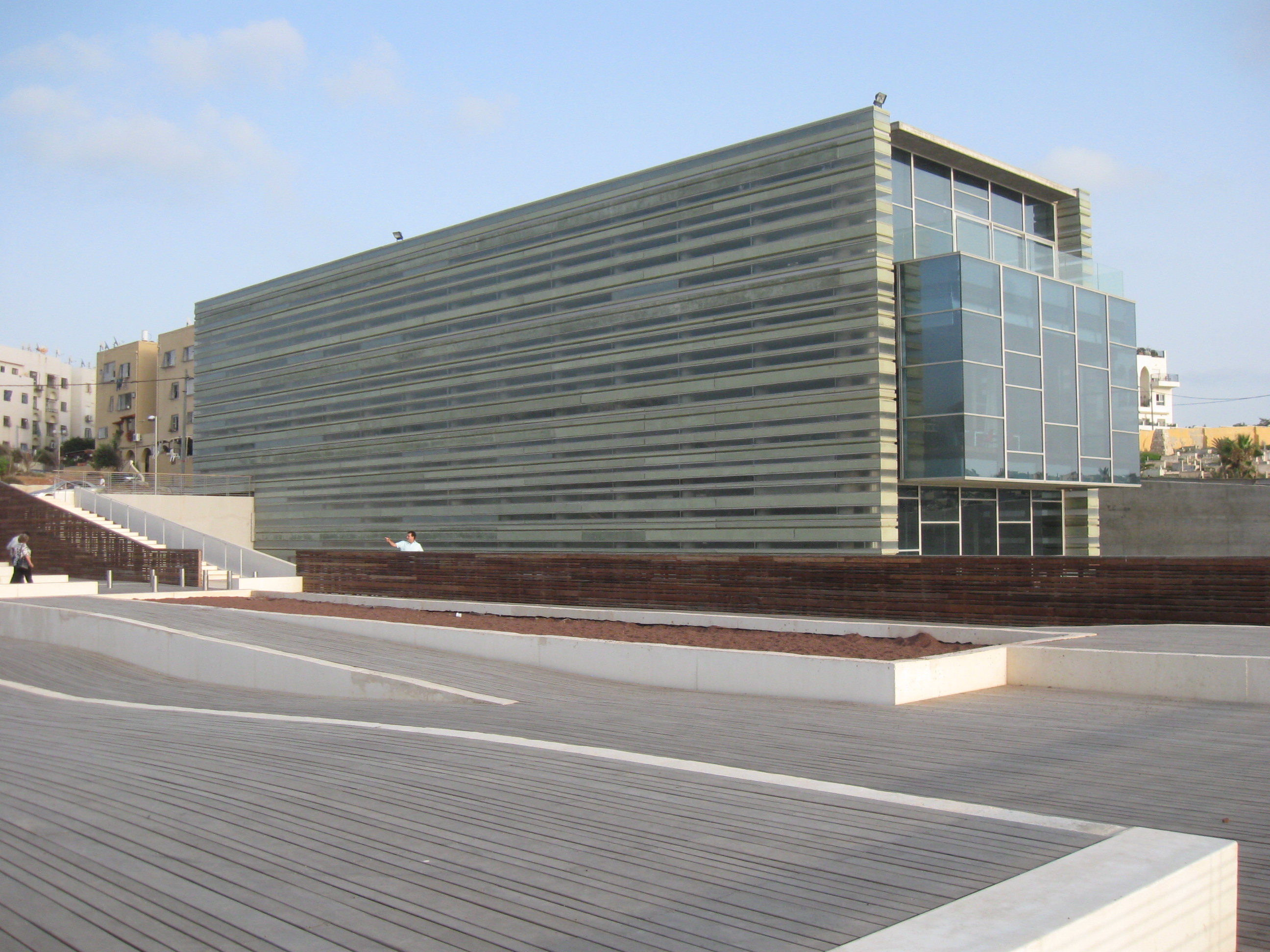
Центр Переса

Центр Переса, расположенный в южной оконечности Аджами, был открыт в декабре 2009 года после 10 лет планирования и строительства. Здание (2500 кв.м.) представляет собой архитектурную достопримечательность на побережье Яффо. Центр спроектировал итальянский архитектор Массимилиано Фуксас.

## Туризм и отдых
«Старик и море» — популярный арабский ресторан морепродуктов в южной части Аджами. Абу Хасан — знаменитый небольшой ресторан хумуса, расположен на северной оконечности Аджами. Он был открыт в 1959 году Али Караваном, и теперь имеет два дополнительных филиала в Яффо.

## Фильм
Израильский фильм 2009 года Аджами номинировался как иностранный фильм на Оскар. Многие персонажи в фильме сыграли непрофессиональные актёры, которые живут в Аджами.